# Ralph Abercromby (meteorolog)
Ralph Abercromby, född 11 februari 1842, död 21 juni 1897, var en skotsk meteorolog.
Abercromby arbetade inom flera grenar av meteorologin och skaffade sig på två delvis för hälsans skull företagna världsomseglingar en icke vanlig meteorologisk erfarenhet från stora delar av jordklotet. På grundvalen av dessa erfarenheter utarbetade han tillsammans med Hugo Hildebrand Hildebrandsson en ny molnklassificering, vilken på den internationella konferensen i Paris 1896 antogs som norm för molnobservationer. Bland Abercrombys skrifter märks: Weather (1887), Seas and Skies in Many Latitudes (1888).